# Лукавець (притока Церему)
Лукавець (рос. Реч. Лукавец) — річка в Україні, у Звягельському районі Житомирської області. Права притока Церему (басейн Дніпра).

## Опис
Довжина річки приблизно 7,3 км, найкоротша відстань між витоком і гирлом — 6,39  км, коефіцієнт звивистості річки — 1,14 . Формується притокою Вільхівкою (рос. Реч. Ольховка), декількома безіменними струмками та загатами.

## Розташування
Бере початок на південному сході від Дібрівського. Тече переважно на північний захід і у присілку Михіївки впадає у річку Церем, ліву притоку Случі.